# Tim Smyczek
Tim Smyczek (Milwaukee, 3 de desembre de 1987) és un extennista professional estatunidenc.
Va desenvolupar la seva carrera principalment pel circuit Challenger, va arribar al 68è lloc del rànquing individual.

## Palmarès

### Dobles: 1 (0−1)
| Resultat  | Núm. | Data                 | Torneig               | Superfície | Parella        | Oponents                             | Marcador            |
| --------- | ---- | -------------------- | --------------------- | ---------- | -------------- | ------------------------------------ | ------------------- |
| Finalista | 1.   | 15 de juliol de 2013 | Newport, Estats Units | Gespa      | Rhyne Williams | Nicolas Mahut Édouard Roger-Vasselin | 7−6(4), 2−6, [5−10] |

## Trajectòria

### Individual
| Open d'Austràlia | A   | A   | A   | Q2  | Q3  | 2R | 1R  | 2R  | 2R  | Q3  | 2R  | 0 / 5 | 4 – 5 |
| Roland Garros | A   | A   | A   | 1R  | Q1  | Q1 | Q3  | 1R  | Q1  | Q2  | Q1  | 0 / 2 | 0 – 2 |
| Wimbledon | A   | A   | Q1  | A   | Q2  | Q3 | Q3  | 1R  | Q2  | Q2  | A   | 0 / 1 | 0 – 1 |
| US Open | Q1  | Q2  | 1R  | Q1  | 2R  | 3R | 2R  | 1R  | Q1  | 1R  | 1R  | 0 / 7 | 4 – 7 |
| Rànquing a final d'any | 346 | 281 | 171 | 273 | 130 | 89 | 115 | 110 | 140 | 130 | 173 |       |       |
| Llegenda: G: Guanyador; F: Finalista; SF: Semifinalista; QF: Quarts de final; Q: Qualificació; A: Absent; RR: Round Robin; |     |     |     |     |     |    |     |     |     |     |     |       |       |